# GEDOK Literaturförderpreis
Der GEDOK Literaturförderpreis wird seit 1971 alle drei Jahre an eine deutschsprachige, noch nicht überregional bekannte Autorin vom Bundesverband GEDOK (Verband der Gemeinschaften der Künstlerinnen und Kunstförderer e.V.) vergeben. 

## Geschichte
Hilde Domin (1909–2006), Ida-Dehmel-Preisträgerin 1968 und Ehrenmitglied der GEDOK, hat diese Unterstützung für begabte Autorinnen 1971 angeregt. Der Preis wird für Lyrik, Prosa oder Drama vergeben und ist aktuell mit 5000 Euro dotiert. Die vorgeschlagenen Autorinnen müssen keine GEDOK-Mitglieder sein.

## Preisträgerinnen
- 2024 Marina Jenkner[2]
- 2020 Franziska Ruprecht
- 2017 Barbara Schibli
- 2014 Dagmar Dusil
- 2010 Anja Kümmel
- 2007 Francesca Banciu, GEDOK Berlin
- 2004 Jenny Erpenbeck
- 2001 Anna Würth, GEDOK Hamburg
- 1998 Kathrin Schmidt
- 1995 Nina Jäckle, GEDOK Hamburg
- 1992 Annegret Gollin, GEDOK Berlin, Sigrid Grabert, GEDOK Mannheim-Ludwigshafen
- 1989 Verena Nolte
- 1986 Zsuzsanna Gahse, GEDOK Stuttgart
- 1983 Ingeborg Görler, GEDOK Berlin
- 1980 Ute Zydek
- 1971 Katrine von Hutten

## Vergleich der GEDOK-Preise
Der GEDOK Literaturförderpreis wird an eine deutschsprachige, noch nicht überregional bekannte Autorin vergeben; der aktuell mit 10.000 Euro dotierte Ida-Dehmel-Literaturpreis alle drei Jahre für das Gesamtwerk einer deutschsprachigen Autorin.